# Бернд Франке
Бернд Франке (нім. Bernd Franke, нар. 12 лютого 1948) — німецький футболіст, що грав на позиції воротаря.
Протягом більшої частини ігрової кар'єри захищав кольори клубу «Айнтрахт» (Брауншвейг), також грав за національну збірну Німеччини.

## Клубна кар'єра
Народився 12 лютого 1948 року. Вихованець футбольної школи клубу «Саар 05».
У дорослому футболі дебютував 1969 року виступами за команду клубу «Фортуна» (Дюссельдорф), за яку відіграв два сезони.
1971 року перейшов до браушвейзького «Айнтрахта», кольори якого і захищав протягом усієї подальшої кар'єри гравця, що тривала ще п'ятнадцять років. Більшість часу, проведеного у складі «Айнтрахта» (Брауншвейг), був основним голкіпером команди.

## Виступи за збірну
1973 року дебютував в офіційних матчах у складі національної збірної Німеччини. Протягом кар'єри у національній команді, яка тривала 10 років, провів у формі головної команди країни лише 7 офіційних матчів, оскільки спочатку був резервістом Зеппа Маєра з мюнхенської «Баварії», а згодом програвав конкуренцію за місце у воротах «бундестім» голкіперу «Кельна» Гаральду Шумахеру
У статусі запасного воротаря був учасником чемпіонату світу 1982 року в Іспанії, де німці здобули «срібло».
1984 року був учасником тогорічного олімпійського футбольного турніру, за результататми якого німецькі олімпійці залишилися без медалей.

## Титули і досягнення
- Віце-чемпіон світу: 1982